# Blaise (afluente del Eure)
El río Blaise es un río de Francia. Nace en La Framboisière, en el bosque de Senonches, dentro del departamento de Eure y Loir. Desemboca en el río Eure por la izquierda, cerca de Fermaincourt, en la comuna de Cherisy. Su longitud es de 45 km y su cuenca comprende 413 km².
Su recorrido se desarrolla en el norte del departamento de Eure y Loir. La mayor ciudad de su curso es Dreux, casi al final de su recorrido.
- Datos: Q716045
- Multimedia: Blaise (Eure) / Q716045